# Çömlekçi, Ereğli
Çömlekçi là một xã thuộc huyện Ereğli, tỉnh Zonguldak, Thổ Nhĩ Kỳ. Dân số thời điểm năm 2011 là 243 người.